# 美咲みゆ
美咲 みゆ（みさき みゆ、1988年10月1日 - ）は、日本の元AV女優で、着エロアイドル。サーカスエンターテイメントに所属していた。

## 人物・プロフィール
- 出身地：千葉県
- 身長：160cm
- サイズ：B82cm(Dカップ)、W58cm、H84cm
- 血液型：B型
- 趣味：手芸・お菓子作り

## 経歴
2008年6月に、ディープスからAVデビュー。2009年4月よりプレミアム専属に移籍。2011年3月よりSOD ACEに移籍、10月プレミアムに復帰した。
2012年2月引退を発表している。
当初はボブカットでデビュー、ロングヘアであったが、その後ショートカットになった。潮吹き体質で人気であった。

## 出演

### アダルトビデオ

#### 単独出演・共演作
2008年
- Debut（6月5日、ディープス）
- MIYU on the BEACH （7月4日、ディープス）
- エロカワ痴女とHしよ（8月7日、ディープス）
- 痴女先生とのHなカンケイ 美咲みゆ（9月4日、ピュアネスプラネット）
- DEEP'S専属女優　全員集合（9月18日、ディープス）
- 羞恥deデート（10月9日、ピュアネスプラネット）
- 働くお姉さんと、職場で内緒のHがしたい!!!（11月6日、ピュアネスプラネット）
- 初めての“ごっくん”。初めての“中出し”。 （12月4日、ピュアネスプラネット）

2009年
- PurenessソープPlanet 美咲みゆ ヴァーチャル体験！ 僕だけのソープ嬢 （1月1日、ピュアネスプラネット）
- それは人生で一番輝きを放つ瞬間、ディープス専属女優たちの『初脱ぎ』『初ハメ』の記録。 AV DEBUT COLLECTION （1月8日、ディープス）
- Pureness“手コキ”Planet 美咲みゆ 手コキファン感謝祭 （2月5日、ピュアネスプラネット）
- 丸3日間オナニーを禁止させられた絶倫男10人のフル勃起チ◯ポを美脚でシゴいて特濃精子を搾りとる！ （3月19日、ディープス）
- ノーパン女教師 （4月7日、プレミアム）
- 潮吹き洪水警報!お天気お姉さんのセクハラ生中継（5月7日、プレミアム）
- ぷりっ尻ナース（6月7日、プレミアム）
- 美咲みゆの手コキッス。（7月7日、プレミアム）
- 全員で13人！水着だけで4時間！！（7月23日、ディープス）
- みゆ×みゆ V.I.P（8月7日［DVD］/9月1日［Blu-ray］、プレミアム）…共演:ほしのみゆ
- ‘AV日本代表’‘美少女’‘絶対’‘こだわり’‘ソープ祭り’選ばれし8人！ じっくり8セックス！濃厚な4時間！完全永久保存版 （8月6日、ピュアネスプラネット）
- エロDVDはイッパイあるけれど、ピュアネスガールズ選抜メンバー13人に限るぜ！ピュアネスプラネット！24SEX感謝祭！ （9月5日、ピュアネスプラネット）
- 大量潮吹きマシンガン100連発！（9月7日［DVD］/10月1日［Blu-ray］、プレミアム）
- 2009年上半期プレミアム傑作選 MASTERPIECE OF PREMIUM 2009.1～2009.6（9月7日、プレミアム）
- 哀願イラマチオ4（10月7日、プレミアム）
- 女教師プレミアムBEST 8時間スペシャル（10月7日、プレミアム）
- PREMIUM STYLISH SOAP（11月7日、プレミアム）
- エルドラド～放尿、潮吹きの泉～（12月7日、プレミアム）

2010年
- 家庭教師は女子大生 （1月7日、プレミアム）
- エゴマゾ。(2月7日、プレミアム)
- 美咲みゆが100％彼女目線でアナタとHな同棲生活。（3月7日、プレミアム）
- DIGITAL CHANNEL DC68 （4月1日、アイデアポケット）
- 裏エルドラド ～恥辱の放尿、潮吹き編～ 潮吹きダイジェスト付き （4月7日、プレミアム）
- 美咲みゆBEST 8時間プレミアム （4月7日、プレミアム）
- 美咲みゆの濃厚な接吻とSEX （6月1日、アイデアポケット）
- カテキョ カワイイ顔してとってもスケベな家庭教師 （7月1日、アイデアポケット）
- HyperIdeaPocket 究極の尻フェチマニアックス（8月1日、アイデアポケット）
- ザーメンを愛する女教師（9月1日、アイデアポケット）
- 夫の目の前で犯されて- 訪問強姦魔2（10月7日、アタッカーズ）
- ゴージャスオナニーサポート アナタのオナニーをお手伝いします（11月1日、アイデアポケット）
- 美咲みゆファン感謝祭ぶっかけ（12月1日、アイデアポケット）

2011年
- 男根に躾けられた女5（3月7日、アタッカーズ）
- みゆちむ（4月1日、アイデアポケット）…総集編
- 美咲みゆちゃんタオル一枚男湯入ってみませんか？HARD（5月7日、SODクリエイト）
- 中出し◆ナースコール（6月4日、SODクリエイト）
- 愛する人の前なのに感じてしまう淫らなカラダ（7月7日、SODクリエイト）
- 僕のかわいい妹みゆちむと毎日中出しH♥（8月20日、SODクリエイト）
- 巨乳素人ハメ撮り図鑑 1 「今日って…、スルよね？」（8月26日、SLEAZY）
- 美咲みゆ×マジックミラー号 友達の前でドッキリ羞恥SEX（9月22日、SODクリエイト）
- SOD社内で超羞恥赤面公開SEX祭り（10月20日、SODクリエイト）
- 絶頂潮吹き大連発!（11月7日、プレミアム）
- 監禁拘束美咲みゆイカセ24時間（12月7日、プレミアム）

2012年
- 若奥様はチンポ好き（1月7日、プレミアム）

### Web写真集
- ダブルデート XCITY（2011年1月17日、撮影：マキハラススム）

### バラエティビデオ
- かすみレディオ*6（2010/05/03、つくばテレビ）・・・特典：かすみレディオ1
- かすみレディオ*7（2010/05/03、つくばテレビ）・・・特典：かすみレディオ1
- かすみレディオ*8（2010/09/18、つくばテレビ）・・・特典：みひろの替え歌メドレー。みひろと果穂の感想と出会い。やわ肌英語塾の撮影風景など。
- 湯女（ゆめ）紀行 熱川編 BRW108 かすみ果穂&美咲みゆ（2010/11/21、東映）
- あいの恋文 第三章（2011/05/31、つくばテレビ）特典：第1回かすみレディオオフ会後編。
- かすみレディオ　ベストセレクション(2011/08/03、ポニーキャニオン)

## テレビ
- ヴィーナス・フューチャー（スカパー：エンタ!371 　2008年6月）
- エロ生☆パラダイス （GyaOジョッキー　2008年7月8日放送分）
- ドキドキ!? にゅ～すキャスター（スカパー：MONDO21）
- かすみレディオ　（スカパー：エンタ!371　Vol.3/6/7/8）
- おねだり!!マスカット（テレビ東京　2009年4月7日 ～ 2010年3月29日）
- PREMIUM Girl（スカパー：エンタ!371 　メインMC　 2009年4月～9月）
- キャンパスナイトフジ（2010年2月19日、3月12日フジテレビ）